# Pacte de Neutralitat

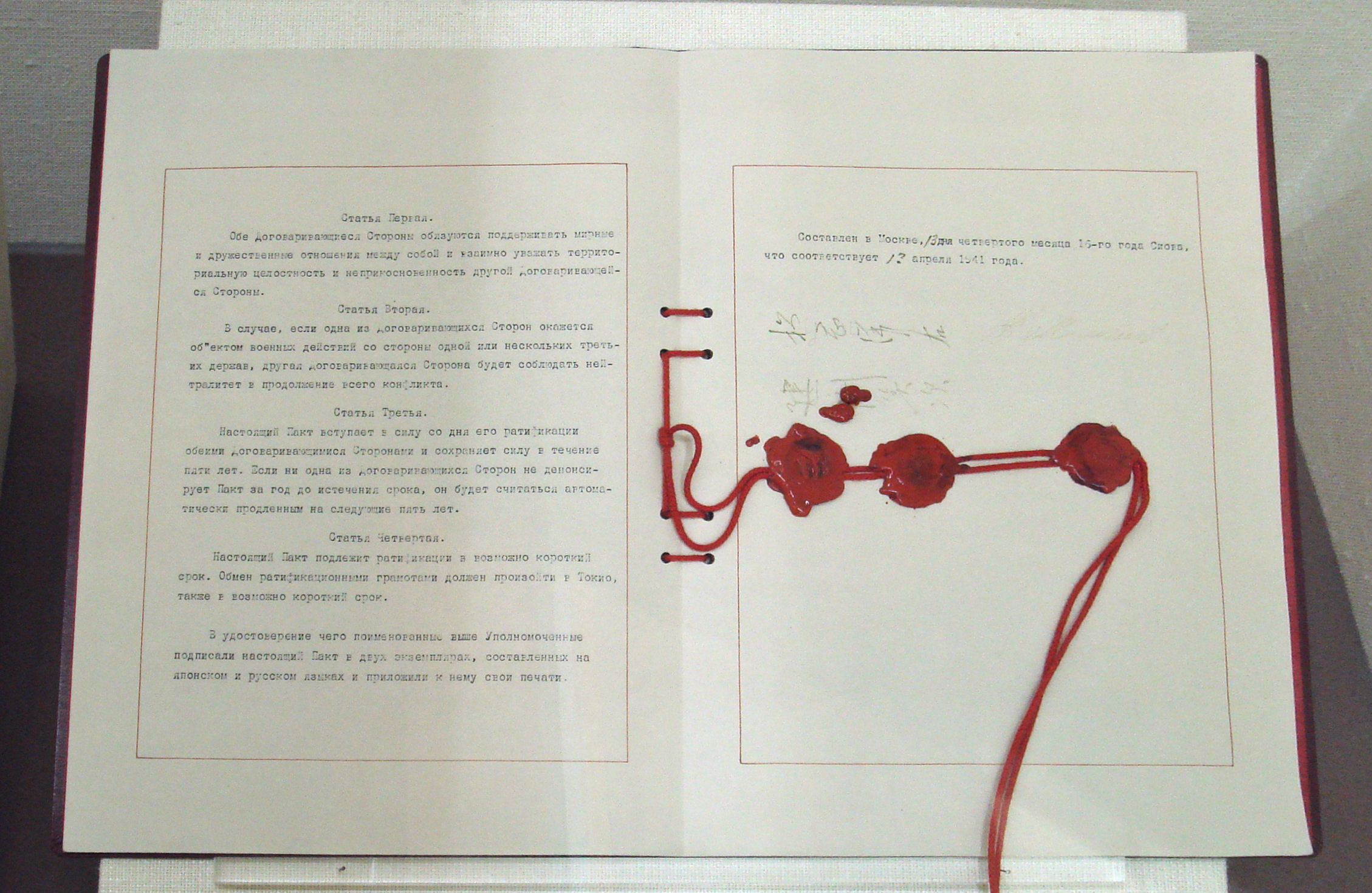
Tractat de neutralitat

El Pacte de Neutralitat Soviètico-japonès (日ソ中立条約, , Nisso Chūritsu Jōyaku) va ser un tractat de pau signat el 13 d'abril de 1941 que va posar fi a la guerra no declarada entre Japó i la Unió Soviètica que havia començat uns anys abans.

## Història
Des d'inicis de la dècada de 1930 es van anar succeint nombrosos conflictes en la frontera entre el govern titella japonès de Mantxukuo i la Unió Soviètica, encara que aquests es van veure estabilitzats després del triomf del mariscal soviètic Zhúkov a la batalla de Khalkhin Gol de 1939. La gran victòria soviètica impulsà els japonesos a cercar un tractat amb els soviètics per tal d'evitat conflictes en el futur, tenint en compte la gran superioritat militar de l'Exèrcit Roig.
Aquest Tractat va ser signat a Moscou el 13 d'abril de 1941 entre el Ministre d'Afers Exteriors Viacheslav Molotov i Yōsuke Matsuoka, Ministre d'Afers Exteriors japonès. En la part fonamental del tractat s'establia la neutralitat dels dos països en cas de guerra entre un d'ells amb un altre país, per un termini de cinc anys. També s'establia la integritat territorial de Mongòlia i Mantxukuo.

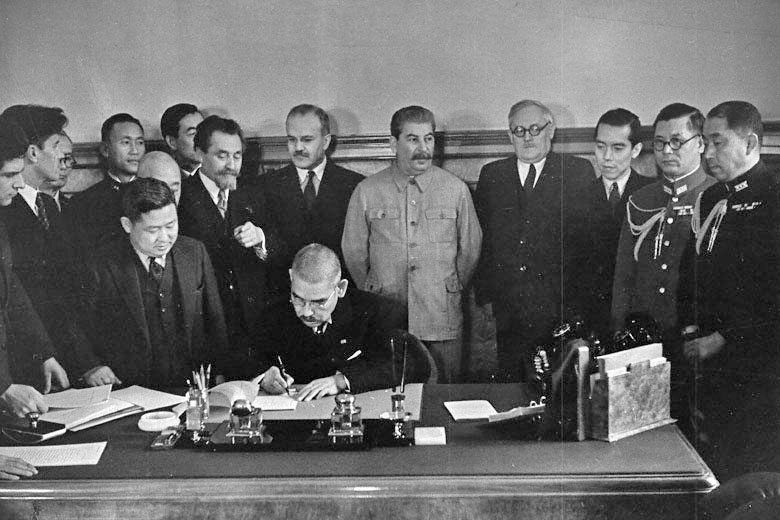
Moment de la signatura del Pacte, en presència d'Stalin i els diplomàtics d'ambsues parts.

Durant el curs de la Segona Guerra Mundial, el 1941, Japó va considerar trencar aquest pacte, una vegada iniciada per part de l'Alemanya Nazi la invasió a la Unió Soviètica ("Operació Barbarrossa"). El fet no declarar la guerra a l'URSS, va permetre al Japó portar a terme la seva "campanya del Pacífic" en comptes de la seva estratègia del nord. Al seu torn va permetre a Stalin traslladar les seves tropes de Sibèria al Front Oriental, específicament a la batalla de Moscou, una vegada que va tenir la seguretat de no ser atacat per l'orient. Aquesta informació decisiva la va proporcionar l'espia sovièic Richard Sorge.
El 5 d'abril de 1945, la Unió Soviètica informà al Govern del Japó que denunciava el tractat i per tant, deixava de tenir validesa per als soviètics. Tanmateix, pressionat per l'ambaixador japonès a Moscou, Naotake Sato, Molotov confirma que malgrat tot, el Pacte tindria vigència fins a l'abril de 1946. Quatre mesos després, l'URSS declarava la guerra a l'Imperi del Japó, i portant a terme la "Operació Tempesta d' Agost", donant per trencat el pacte.